# Richard Taswell Richardson
Richard Taswell Richardson ( 9 de agosto de 1852–16 de mayo de 1930) fue un tenista británico en los primeros años de Wimbledon.

## Carrera en el tenis
La carrera de Richardson en el tenis fue breve pero exitosa. Ganó el importante Campeonato del Norte tres veces en 1880, 1881 y 1882 (venciendo a Ernest Renshaw en 1882). En el Campeonato de Wimbledon de 1880, Richardson perdió ante Herbert Lawford en cinco sets en la tercera ronda.
En mayo de 1881 fue derrotado nuevamente por Herbert Lawford en la final del Campeonato de Irlanda de Tenis en Dublín (en ese momento considerado un título tan prestigioso como Wimbledon).
En junio de 1881 fue finalista en el Torneo del Club de Tenis de Waterloo en Liverpool, y el 18 de junio también ganó el primer Torneo de Tenis del Club de Cricket de Liverpool contra Reginald Herbert Jones. En julio de 1881, en el Campeonato de Wimbledon, venció a Ernest Renshaw en el partido final antes de perder contra William Renshaw en la final de todos los competidores en Wimbledon.
En el Campeonato de Wimbledon de 1882, Richardson venció a Otway Woodhouse antes de perder contra Ernest Renshaw en la final de todos los competidores. En Wimbledon 1883 perdió su primer partido contra Charles Grinstead y no volvió a jugar en el torneo. Richardson también fue un buen jugador de críquet. Jugó 5 partidos para el MCC de 1876 a 1877.
Jugó su último torneo en Waterloo en Liverpool en junio de 1884, perdiendo ante Donald Stewart en cuatro sets en las semifinales.

## Finales de Grand Slam

### Individuales (2 subcampeonatos)
| Resultado | Año  | Campeonato              | Oponente        | Marcador           |
| --------- | ---- | ----------------------- | --------------- | ------------------ |
| Derrota   | 1881 | Campeonato de Wimbledon | William Renshaw | 4–6, 2–6, 3–6      |
| Derrota   | 1882 | Campeonato de Wimbledon | Ernest Renshaw  | 5–7, 3–6, 6–2, 3–6 |

## Finales de carrera

### Individuales: 7 (4 títulos, 3 subcampeonatos)
Nota: (L) denota Liverpool como ubicación (M) el torneo de Manchester alternó hasta 1929
| Leyenda (3-4) |
| ------------- |
| Ganador       |
| Subcampeón    |

| Resultado | N.º               | Fecha      | Torneo                                  | Superficie | Oponente             | Marcador                 |
| --------- | ----------------- | ---------- | --------------------------------------- | ---------- | -------------------- | ------------------------ |
| Victoria  | Medalla de oro    | Mayo 1880  | Campeonato del Norte de Lawn Tennis (M) | Césped     | Walter Edwin Fairlie | 6–0, 6–3, 6–0            |
| Derrota   | Medalla de oro    | Mayo 1881  | Abierto de Irlanda                      | Césped     | Herbert Lawford      | 7–5, 5–7, 6–3, 4–6, 7–9  |
| Victoria  | Medalla de plata  | Junio 1881 | Torneo de Waterloo                      | Césped     | N. C. Jones          | 6–0, 6–0                 |
| Victoria  | Medalla de bronce | Junio 1881 | Campeonato del Norte de Lawn Tennis (M) | Césped     | John Comber          | 6–1, 6–1, 6–0            |
| Derrota   | Medalla de plata  | Julio 1881 | Campeonato de Wimbledon                 | Césped     | William Renshaw      | 4–6, 2–6, 2–6            |
| Victoria  | 4                 | Mayo 1882  | Campeonato del Norte de Lawn Tennis (L) | Césped     | Ernest Renshaw       | 6–1, 3–6, 5–7, 6–4, 11–9 |
| Derrota   | Medalla de bronce | Julio 1882 | Campeonato de Wimbledon                 | Césped     | Ernest Renshaw       | 5–7, 3–6, 6–2, 3–6       |

## Críquet
Richardson también jugó al críquet de primera clase para el Marylebone Cricket Club en 1876 y 1877, haciendo cinco apariciones. Anotó 160 carreras en estos cinco partidos, con un promedio de 22.85 y una puntuación máxima de 48.

## Personal
Era hijo de Richard Richardson de Broughton, Hampshire. Se graduó con un B.A. en University College, Oxford en 1876; y en 1879 fue llamado al colegio de abogados en el Inner Temple. Fue juez de paz.